# دستگاه استخراج سوکسله

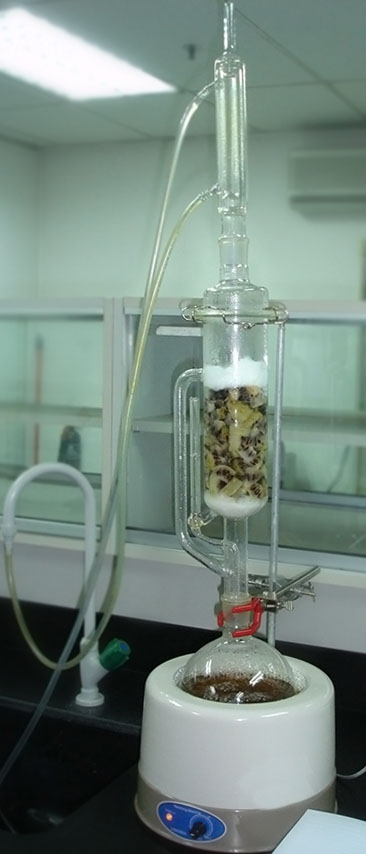
دستگاه در حال استخراج عصاره میوه می‌باشد.نمونه‌ها در قسمت میانی قرار دارند.

دستگاه استخراج سوکسله(به انگلیسی: Soxhlet extractor) یکی از ابزارهای آزمایشگاهی است که توسط شیمیدان آلمانی فرانس فون سوکسله(به آلمانی: Franz von Soxhlet) در سال 1879 میلادی اختراع شد. این وسیله آزمایشگاهی که معمولاً از شیشه ساخته می‌شود، برای جداسازی چربی ها(لیپیدها) از مواد جامد مورد استفاده قرار می‌گیرد.
این روش در اصل برای استخراج چربی‌ها از مواد جامد طراحی شده بود با این حال استخراج سوکسله به استخراج چربی‌ها محدود نشده‌است برای انجام سوکسیله نیاز هست که ترکیب مورد نظر حلالیت محدودی در یک حلال داشته باشد و نا خالصی‌ها در آن حلال نامحلول باشند. درصورتی که ترکیب مورد نظر حلالیت قابل توجهی در یک حلال داشته باشد می‌توان با یک تصفیه ساده ترکیب را از مواد نامحلول جدا کرد. به‌طور معمول مواد جامدی که حاوی مقداری از ترکیب مورد نظر هستند در داخل یک انگشتانه که از یک کاغذ صافی ضخیم درست شده‌است پر شده و در اتاقک اصلی استخراج جا گذاری می‌شود. سوکسله استخراج‌کننده روی یک فلاسک حاوی حلال مورد استفاده قرار می‌گیرد سوکسله مجهز به یک کندانسور است. حلال در حال برگشت به پایین گرم می‌شود. بخار حلال به وسیلهٔ بازوی تقطیر به بالا منتقل می‌شود و سر ریز آن به اتاقک انگشتانه حاوی مواد جامد می‌ریزد کندانسور باعث می‌شود که هر قطره بخار سرد شده حلال به داخل محفظه حاوی ماده جامد برگردد. حلال گرم به آرامی محفظه حاوی ماده جامد را پر می‌کند. مقداری از ترکیب مورد نظر در حلال گرم حل می‌شود. 
وقتی که مخزن سوکسله به‌طور کامل پر شد این محفظه، به صورت خودکار توسط سیفون جانبی تعبیه شده، تخلیه می‌شود و حلال دوباره به داخل محفظه تقطیر می‌ریزد. شاید لازم باشد که این چرخه ساعت‌ها یا روزها تکرار شود. در هر چرخه بخشی از مواد غیر فرار در حلال حل می‌گردند. پس از چرخه‌های زیاد ترکیب مورد نظر در ظرف تقطیر غلیظ می‌شود. مزیت این سیستم این است که به جای استفاده از مقدرا زیادی از حلال، همان حلالی که از داخل نمونه عبور کرده دوباره بازیافت می‌شود .
پس از استخراج، حلال با استفاده از یک اواپراتور گردنده حذف می‌شود و حاصل کار، ترکیب مورد نظر است. بخش غیر محلول از جامد، داخل انگشتانه باقی می‌ماند که معمولاً دور انداخته می‌شود.